# جورج لويس (سياسي)
جورج لويس (بالإنجليزية: George Lewis)‏ هو سياسي أمريكي، ولد في 25 مايو 1820 في الولايات المتحدة، وتوفي في 9 أكتوبر 1887 في نفس البلد.